# Odznaka Honorowa za Zasługi
Odznaka Honorowa za Zasługi (niderl. Ereteken voor Verdienste) – holenderskie odznaczenie wojskowe w formie medalu.

## Historia
Odznaczenie zostało ustanowione rozporządzeniem Ministra Obrony Holandii nr PO/87/055/2101 z dnia 16 kwietnia 1987 roku, dla wyróżnienia oficerów, żołnierzy, pracowników cywilnych, którzy zasłużyli się dla sił zbrojnych Holandii lub w inny sposób działali na rzecz dobra sił zbrojnych. Kolejnym rozporządzenie ministerialnym nr DO/88/055/104666 z dnia 18 maja 1988 roku uszczegółowiono czyny i działania na rzecz sił zbrojnych będące podstawą do nadania tego odznaczenia. Zgodnie z rozporządzeniem medal posiadał dwa stopnie: złoty i srebrny medal.
W dniu 23 lipca 2002 dekretem Ministra Obrony nr DO 055/2002/001827 odznaczenie może być nadawane również innym osobom, które zasłużyły się dla sił zbrojnych, od tego momentu stało się ono odznaczeniem państwowym. 
W dniu 17 lipca 2017 roku decyzją Ministra Obrony nr BS 2017020287 po raz kolejny zmieniono zasady nadawania, wprowadzono wtedy trzeci stopień – brązowy medal. Art. 3 tego rozporządzenia określa za jakie czyny i działania są nadawane medale poszczególnych stopni. 
Odznaczenie to jest dwudzieste trzecie w kolejności w systemie orderowym Holandii.

## Zasady nadawania
Odznaczenie w latach 1987–2002 było odznaczeniem resortowym holenderskiego Ministerstwa Obrony. W myśl pierwszego rozporządzenia z 1987 roku nadawane było członkom sił zbrojnych za wyjątkowe zasługi i dokonania na rzecz holenderskich sił zbrojnych. Następnym rozporządzeniem z 1988 roku wyszczególniono rodzaj takich zasług i tak odznaczenie to było nadawane z
- za wyjątkowe zasługi dla sił zbrojnych, które miały charakter incydentalny;
- za wykazaną osobistą odwagę w sytuacjach zagrażających życiu;
- za odważne działanie w sytuacjach konfliktowych w czasie pokoju;
- za szczególne zasługi dla holenderskich władz cywilnych i wojskowych oraz odpowiednich władz państw obcych.

W myśl tych rozporządzeń odznaczenie miało dwa stopnie – złoty i srebrny.
W 2002 roku odznaczenie to wprowadzono do systemu orderowego Holandii i wydano nowe rozporządzenie, w myśl którego odznaczenie mogła otrzymać każda osoba, która ma wyjątkowe zasługi dla sił zbrojnych Holandii.
W 2017 roku dokonano kolejnej zmiany w statucie tego odznaczenie, wprowadzono wtedy również trzeci stopień – medal brązowy. Ustalono w nim również zasługi jakie musi spełnić osoba odznaczona medalem odpowiedniego stopnia i tak może otrzymać:
- złoty medal – osoba, która ma wyjątkowe zasługi lub która dokonała wyjątkowego czynu mającego znaczenie dla całych holenderskich sił zbrojnych;
- srebrny medal – osoba, która ma wyjątkowe zasługi lub która dokonała wyjątkowego czynu mającego znaczenie dla kilku rodzajów holenderskich sił zbrojnych;
- brązowy medal – osobie, która na wyjątkowe zasługi lub dokonała wyjątkowego czynu mającego znaczenie dla konkretnej jednostki wojskowej poszczególnych rodzajów sił zbrojnych[4].

## Opis odznaki
Odznaka odznaczenia wykonana jest z metalu i ma nietypową postać – jest to sześciokątny wielokąt wzorowany na fortecy bastionowej opracowanej przez holenderskiego inżyniera M. van Coehoorna w XVII wieku. Jest ona wielkości 45 mm. Odznaka jest odpowiednio do stopnia pozłacana, posrebrzana lub w kolorze brązu. Linie przedstawiające fosy są pokryte niebieską emalią.
Na awersie w środku odznaki znajdują się nałożone na siebie reliefy przedstawiające godła wszystkich rodzajów holenderskich sił zbrojnych.
Na rewersie odznaki na w środku znajduje się napis MINISTER VAN DEFENSIE (pol. Minister Obrony) i po okręgu KONINKRIJK DER NEDERLANDEN (pol. Królestwo Niderlandów).
Medal zawieszony jest na wstążce o szerokości 37 mm w kolorze ciemnoniebieskim, po bokach są kolejno pasek koloru czerwonego szer. 3 mm i koloru białego szer. 2 mm. Na baretce medal złoty oznaczony jest przez nałożenie gałązki wawrzynku koloru złotego, srebrny – gałązka wawrzynu koloru srebrnego (w latach 1987–2017 baretka była czysta w barwach wstążki medalu), brązowy – gałązka wawrzynu koloru brązowego.